# Julius Wohlgemuth
|  | Dieser Artikel wurde aufgrund von formalen oder inhaltlichen Mängeln in der Qualitätssicherung Biologie zur Verbesserung eingetragen. Dies geschieht, um die Qualität der Biologie-Artikel auf ein akzeptables Niveau zu bringen. Bitte hilf mit, diesen Artikel zu verbessern! Artikel, die nicht signifikant verbessert werden, können gegebenenfalls gelöscht werden. Lies dazu auch die näheren Informationen in den Mindestanforderungen an Biologie-Artikel. |

Julius Wohlgemuth (geboren 8. März 1874 in Neustadt / Westpreußen; gestorben 8. Mai 1974 in Jerusalem) war ein deutscher Pathologe und Biochemiker.

## Leben
Wohlgemuths Eltern waren der Kaufmann Hermann Wohlgemuth und dessen Frau Minna, geborene Elkisch. Julius Wohlgemuth legte sein Abitur am Gymnasium in Neustadt / Westpreußen ab. Anschließend studierte er Medizin an den Universitäten Berlin, Würzburg und Freiburg i. B., wo er auch 1898 promoviert wurde. Bis 1900 war er Assistent an der Charité in Berlin, anschließend arbeitete er als Allgemeinpraktiker. Von 1906 bis 1916 war Wohlgemuth dann Assistent an der Chemischen Abteilung des Pathologischen Instituts der Charité, wo er 1911 Titularprofessor wurde. 1916 wurde er Direktor der Physiologisch-chemischen Abteilung des Städtischen Rudolf-Virchow-Krankenhauses in Berlin.
Im Januar 1934 wurde er aus antisemitischen Gründen in Folge des „Gesetzes zur Wiederherstellung des Berufsbeamtentums“ vorzeitig in den Ruhestand versetzt. 1938 emigrierte er nach Palästina.

## Veröffentlichungen (Auswahl)
- Ein Fall von infantiler Hemiplegie nach Diphtherie. Epstein, Freiburg i.Br. 1898 (Freiburg i. Br., Univ., Diss., 1898).
- Grundriß der Fermentmethoden: ein Lehrbuch für Mediziner, Chemiker und Botaniker. Springer, Berlin 1913.
- mit M. Massone: Experimentelle Beiträge zur Frage von der Herkunft des Fruchtwassers. In: Archiv für Gynäkologie. Bd. 94 (1911), S. 367–382.
- Speichel, Mageninhalt, Pankreassaft, Darmsekrete, Galle, Sperma, Prostataflüssigkeit, Sputum, Nasensekret, Tränen, Schweiß und Fisteln der betr. Organe. In: Carl Neuberg (Hrsg.): Der Harn sowie die übrigen Ausscheidungen und Körperflüssigkeiten von Mensch und Tier. Bd. 2. Springer, Berlin 1911, S. 1079–1130.
- mit M. Fukushi: Über den Einfluß des Pankreas auf den Glykogenbestand der Leber. In: Virchows Archiv für pathologische Anatomie und Physiologie und für klinische Medizin. Bd. 218 (1914), S. 249–263.